# Gheorghe Hagi
Gheorghe Hagi (wym. [ˈɡe̯orɡe ˈhad͡ʒi]; ur. 5 lutego 1965 w Săcele) – rumuński trener piłkarski i piłkarz, występujący na pozycji środkowego pomocnika lub napastnika.
Zajmuje drugie miejsce w klasyfikacji na piłkarza, który rozegrał najwięcej meczów w reprezentacji Rumunii (125), w latach 90. był jej kapitanem i liderem środka pola. Brał z nią udział w trzech turniejach o mistrzostwo świata (1990, 1994 i 1998) oraz trzech o mistrzostwo Europy (1984, 1996 i 2000). W 1994, kiedy drużyna narodowa dotarła do ćwierćfinału Mundialu (najlepszy wynik w historii), Hagi zajął czwarte miejsce w plebiscycie na najlepszego piłkarza świata France Football.
Był zawodnikiem m.in. Steauy Bukareszt i Galatasaray SK. Z tymi dwoma klubami dotarł do finałów dwu najważniejszych europejskich rozgrywek: o Puchar Europejskich Mistrzów Krajowych (porażka) i Puchar UEFA (zwycięstwo). Z oboma wygrał także Superpuchar Europy. Ponadto grał w lidze hiszpańskiej (Real Madryt i FC Barcelona) i włoskiej (Brescia Calcio).
W rankingu World Soccer na najlepszego piłkarza świata w XX wieku zajął 25. miejsce. Był sześciokrotnie (rekord) wybierany na najlepszego piłkarza roku w Rumunii. Często nazywany jest najlepszym piłkarzem rumuńskim w całym XX wieku.

## Młodość
„Rozstanie z rodzicami było dla mnie bolesne. Wiedziałem jednak, że aby osiągnąć sukces, muszę oswoić się z samotnością i poświęcić wszystko piłce.”

Urodził się w małej miejscowości Săcele, niedaleko Konstancy. Jego ojciec Inaci był robotnikiem w miejscowej fabryce, a matka najmowała się do prac domowych. Jest ich najmłodszym dzieckiem. Ma dwie starsze siostry, Sultanę i Elenę. Grę w piłkę nożną zaczynał na ulicy i na plażach Morza Czarnego. W młodości – jak wyznał dziennikarzowi World Soccera – najbardziej podziwiał Johana Cruijffa i Anghela Iordănescu.
W wieku piętnastu lat przeniósł się na stałe do Konstancy, gdzie został dostrzeżony przez skautów miejscowego Farulu. Szybko trafił do reprezentacji Rumunii juniorów. W czasie rocznego obozu szkoleniowego poznał dwu starszych graczy, z którymi później – jako dorosły piłkarz – brał udział w mistrzostwach świata: Gavrila Balinta i Mariusa Lăcătușa.
W czasie gry w Farulu i Steaule Bukareszt nie zaniedbywał nauki. Po ukończeniu szkoły średniej w wieku osiemnastu lat rozpoczął studia ekonomiczne. Dyplom otrzymał w 1989.

## Kariera klubowa

### 1982–1990: Konstanca i Bukareszt

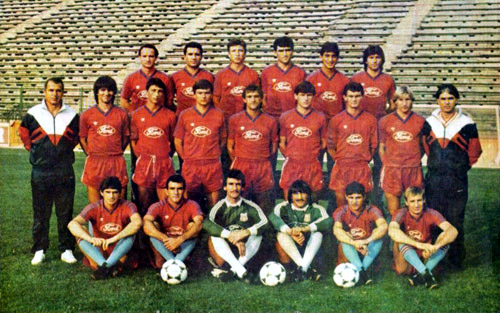
Steaua Bukareszt przed finałem PEMK 1989. Hagi drugi od lewej w górnym rzędzie.

Jest wychowankiem zespołu Farul Konstanca, w którego seniorskiej drużynie zadebiutował w wieku siedemnastu lat. Już rok później przeniósł się do grającego w ekstraklasie Sportulu Studențesc. Trzy sezony spędzone w tym klubie zaowocowały wicemistrzostwem kraju (1985–1986) oraz dwoma koronami króla strzelców ligi (1984–1985 i 1985–1986). Łącznie w 107 meczach, rozegranych w barwach Sportulu, Hagi strzelił 58 bramek.
Dobra forma i wysoka skuteczność dwudziestodwuletniego zawodnika została dostrzeżona przez działaczy Steauy Bukareszt, która właśnie wtedy wywalczyła pierwszy w historii Puchar Europejskich Mistrzów Krajowych. Steaua pozyskała Hagiego z pomocą dyktatora Nicolae Ceaușescu, który nakazał Sportulowi oddanie piłkarza do popieranego przez siebie wojskowego klubu. Hagi dołączył do zespołu, prowadzonego wówczas przez 37-letniego Anghela Iordănescu, w którym grali m.in. Marius Lăcătuș, Gavril Balint, Victor Pițurcă i Dan Petrescu. Po raz pierwszy w barwach Steauy wystąpił w wygranym 1:0 meczu z Dynamem Kijów o Superpuchar Europy. Zdobył w nim zwycięską bramkę.
W ciągu czterech kolejnych sezonów trzykrotnie wygrywał z tym klubem rozgrywki ligowe oraz – w sezonie 1988–1989 – awansował do finału Pucharu Europejskich Mistrzów Krajowych. Inaczej niż trzy lata wcześniej Steaua przegrała w najważniejszym meczu, 0:4 z A.C. Milanem.

### 1990–1996: Real Madryt, Brescia Calcio i FC Barcelona
Kiedy w Rumunii upadł komunizm, Hagi – po rozegraniu 200 meczów i strzeleniu ponad 100 goli – jako pierwszy piłkarz rumuński wyjechał do klubu zagranicznego. Miał oferty z AC Milanu i Panathinaikosu Ateny, jednak wybrał możliwość gry w Realu Madryt. Miał tam zastąpić Martína Vázqueza, sprzedanego do Torino FC, jednak już na początku oświadczył, że nie po to przebył pół Europy, aby kogoś zastępować. Pierwszy sezon – 1990–1991 – spędził więc głównie na ławce rezerwowych. Real grał zresztą w tym okresie nieskutecznie; rozgrywki skończył na trzecim miejscu w tabeli, z Pucharu Mistrzów odpadł już w ćwierćfinale po porażce ze Spartakiem Moskwa, a trenerzy zmieniali się co kilka miesięcy. Wyżej od Hagiego ceniono wówczas Emilia Butragueña i Hugona Sáncheza. W kolejnych rozgrywkach, mimo sprowadzenia przez klub Roberta Prosinečkiego, Rumun zdołał wywalczyć miejsce w pierwszej jedenastce; w 35 spotkaniach strzelił 12 goli. Nowy trener, Leo Beenhakker, doprowadził Real z Hagim w składzie do wicemistrzostwa kraju i półfinału Pucharu UEFA. Kiedy jednak w następnym sezonie do Realu przyszedł Chilijczyk Iván Zamorano, Rumun postanowił odejść z klubu z obawy przed ponownym odesłaniem na ławkę rezerwowych z powodu limitu obcokrajowców.
Wybrał ofertę Brescii Calcio, gdzie trenerem był jego rodak Mircea Lucescu, a razem z nim grali Rumuni: Ioan Sabău, Dorin Mateuţ i Florin Răducioiu. Jednak już w pierwszym sezonie klub spadł do Serie B. Kolejny – 1993–1994 – Hagi spędził więc w drugiej lidze, ale dobry wynik zespołu (awans do Serie A) oraz udany występ reprezentacji Rumunii na Mundialu 1994, sprawiły, że latem 1994 Rumunem zainteresowała się FC Barcelona. Miał tam zastąpić Michaela Laudrupa, który odszedł do Realu Madryt. Jednak, podobnie jak to było na początku przygody z Realem, w drużynie prowadzonej przez Johana Cruyffa, Hagi był głównie rezerwowym; rywalizację o grę w środku polu przegrywał z Guillermo Amorem i Pepem Guardiolą. W ciągu dwu lat wystąpił tylko w 35 spotkaniach ligowych, a największymi osiągnięciami z tego okresu są przegrany z Atlético Madryt finał Pucharu Króla oraz półfinał Pucharu UEFA, w który lepszy okazał się Bayern Monachium.

### 1996–2001: Galatasaray SK
Niepowodzenia z występów w Primera División i Serie A Hagi zrekompensował sobie pod koniec piłkarskiej kariery w Galatasaray SK, dokąd trafił w wieku trzydziestu jeden lat. Z zespołem, trenowanym przez Fatiha Terima, w którym grali m.in. mistrz świata Cláudio Taffarel, Hakan Şükür oraz rodak i przyjaciel Hagiego, Gheorghe Popescu, Rumun zdobył czterokrotnie mistrzostwo Turcji oraz – pierwsze w historii klubu z tego kraju – trofeum europejskie: Puchar UEFA 1999/2000. W drodze do tego triumfu Galatasaray pokonał m.in. Arsenal F.C., Leeds United, RCD Mallorca, Borussię Dortmund i FC Bolonię, a trzydziestopięcioletni Hagi, który był kapitanem drużyny, strzelił dwa gole. Kilka tygodni później poprowadził zespół do zwycięstwa z Realem Madryt (2:1) w meczu o Superpuchar Europy.
Piłkarską karierę zakończył niedługo potem w kwietniu 2001. Na jego pożegnalny mecz, rozegrany na Stadionie im. Lii Manoliu, przyjechali m.in. Michel Platini, Emilio Butragueño, Ronald Koeman, Hugo Sánchez, Johan Cruyff i Rui Costa. Na trybunach zasiadło blisko 70 tysięcy ludzi.

## Kariera reprezentacyjna

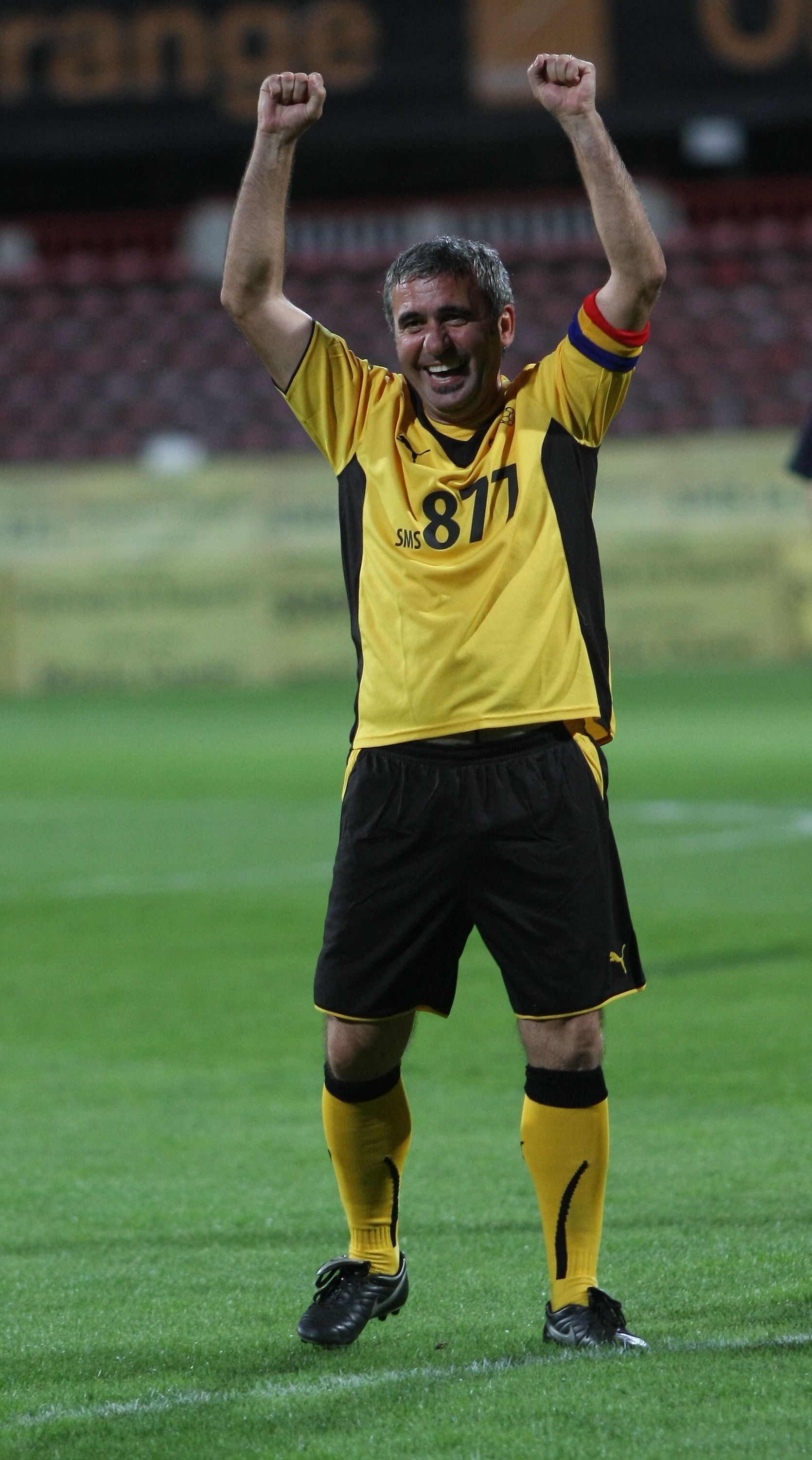
Gheorghe Hagi, wrzesień 2010

W reprezentacji Rumunii zadebiutował w wieku osiemnastu lat, w towarzyskim spotkaniu z Norwegią (0:0), 10 sierpnia 1983. Rok później znalazł się w kadrze, powołanej przez selekcjonera Mirceę Lucescu, na Euro 1984. Na mistrzostwach wystąpił w dwu grach grupowych, przeciwko Hiszpanii (1:1) i RFN (1:2). W ostatnim meczu, który obserwował z ławki rezerwowych, Rumuni przegrali z Portugalią, przez co zakończyli swój udział w turnieju na fazie grupowej.

„Hagi, genialny rozgrywający, był zawsze tam, gdzie działo się coś ważnego dla reprezentacji. Najskuteczniejszy piłkarz w historii rumuńskiej kadry, jej przywódca i talizman. Pierwszy do strzelania goli, ale i do rządzenia, gotowy zaryzykować dobro drużyny, byle wyszło na jego.”

Pewne miejsce w pierwszej jedenastce kadry miał sześć lat później podczas Mundialu 1990, gdzie reprezentacja, prowadzona już przez Emerica Jeneia, dotarła do 1/8 finału. Pokolenie graczy, które zagrało po raz pierwszy we Włoszech, zostało nazwane „złotą generacją”; byli to piłkarze urodzeni w drugiej połowie lat 60., na czele z Hagim, Florinem Răducioiu, Gheorghem Popescu i Ioanem Lupescu. Cztery lata później na Mundialu 1994, wzmocnieni Danem Petrescu, Ilie Dumitrescu i Miodragiem Belodedici, awansowali aż do ćwierćfinału, co do dzisiaj jest najlepszym wynikiem w historii rumuńskiej kadry. Podopieczni Anghela Iordănescu pokonali aktualnych wicemistrzów świata Argentyńczyków (3:2), gospodarzy turnieju Amerykanów (1:0) i zwycięzców eliminacji południowoamerykańskich Kolumbijczyków (4:1); ulegli dopiero Szwedom po rzutach karnych (2:2, k. 4:5). Hagi, który był kapitanem zespołu, wystąpił we wszystkich meczach, strzelił trzy bramki, a po zakończeniu turnieju został wybrany do najlepszej jedenastki mistrzostw. Zdaniem wielu komentatorów właśnie na tym Mundialu Hagi był w swojej szczytowej formie; jak pisał dziennikarz „jego gol strzelony Kolumbii z 35 metrów był najpiękniejszy w turnieju, a w 1/8 finału sam wygrał mecz z Argentyną”. Wysoka dyspozycja Rumuna zaowocowała jego transferem do FC Barcelony oraz czwartym miejscem w plebiscycie o Złotą Piłkę 1994 France Football.
| Rekordziści reprezentacji Rumunii | Rekordziści reprezentacji Rumunii | Rekordziści reprezentacji Rumunii | Rekordziści reprezentacji Rumunii |
| Najwięcej meczów                  | Najwięcej meczów                  | Najwięcej goli                    | Najwięcej goli                    |
| --------------------------------- | --------------------------------- | --------------------------------- | --------------------------------- |
| Dorinel Munteanu                  | 131                               | Gheorghe Hagi                     | 35                                |
| Gheorghe Hagi                     | 124                               | Adrian Mutu                       | 33                                |
| Gheorghe Popescu                  | 115                               | Iuliu Bodola                      | 30                                |

Z reprezentacją brał jeszcze udział w Euro 1996 (faza grupowa), Mundialu 1998 (1/8 finału) i Euro 2000 (ćwierćfinał). Był jedynym piłkarzem rumuńskim, który grał we wszystkich wielkich turniejach od 1984. Jest także rekordzistą reprezentacji pod względem zdobytych goli; w ciągu siedemnastu lat (125 meczów) strzelił ich 35. W 1997 pobił – ustanowiony jeszcze w okresie międzywojennym – rekord strzelecki Iuliu Bodoli (30 goli).
Oprócz wysokiej skuteczności znany był z trudnego charakteru. Jak pisano: „Z Diego Maradoną łączyła Hagiego również rogata piłkarska dusza. Kłócił się z sędziami, faulował złośliwie rywali – za co często dostawał kartki”. W latach 90. jego pozycja była tak mocna, że miał wpływ na losy selekcjonera kadry. Kiedy trener Victor Pițurcă rozpoczął w eliminacjach do Euro 2000 proces odsuwania od reprezentacji graczy z pokolenia, które dotarło do ćwierćfinału Mundialu 1994, i zastępowania ich młodszymi, Hagi stanął na czele grupy buntowników. Przedstawił kierownictwu federacji ultimatum; odejdzie albo Pițurcă albo on zakończy karierę reprezentacyjną. Niedługo potem szkoleniowiec – mimo wywalczenia awansu do mistrzostw – został zwolniony.
Po raz ostatni Hagi wystąpił w drużynie narodowej w meczu ćwierćfinałowym Euro 2000 z Włochami (0:2), 24 czerwca 2000. Nowy selekcjoner Ladislau Bölöni próbował go namówić na powrót do kadry i udział w eliminacjach do Mundialu 2002, ale zawodnik podtrzymał swoją decyzję o zakończeniu kariery reprezentacyjnej.

## Kariera szkoleniowa
| Mecze reprezentacji Rumunii pod wodzą Gheorghe Hagiego (2001) | Mecze reprezentacji Rumunii pod wodzą Gheorghe Hagiego (2001) | Mecze reprezentacji Rumunii pod wodzą Gheorghe Hagiego (2001) | Mecze reprezentacji Rumunii pod wodzą Gheorghe Hagiego (2001) | Mecze reprezentacji Rumunii pod wodzą Gheorghe Hagiego (2001) | Mecze reprezentacji Rumunii pod wodzą Gheorghe Hagiego (2001) | Mecze reprezentacji Rumunii pod wodzą Gheorghe Hagiego (2001) |
| Data                                                          | Przeciwnik                                                    | Z-R-P                                                         | Wynik                                                         | Stadion                                                       | Rozgrywki                                                     |                                                               |
| 2001                                                          | 2001                                                          | 2001                                                          | 2001                                                          | 2001                                                          | 2001                                                          | 2001                                                          |
| ------------------------------------------------------------- | ------------------------------------------------------------- | ------------------------------------------------------------- | ------------------------------------------------------------- | ------------------------------------------------------------- | ------------------------------------------------------------- | ------------------------------------------------------------- |
| 5 września 2001                                               | Węgry                                                         | Z                                                             | 2–0                                                           | Stadion im. Ferenca Puskása, Budapeszt                        | El. do Mundialu 2002                                          |                                                               |
| 6 października 2001                                           | Gruzja                                                        | R                                                             | 1–1                                                           | Stadion Ghencea, Bukareszt                                    | El. do Mundialu 2002                                          |                                                               |
| 10 listopada 2001                                             | Słowenia                                                      | P                                                             | 1–2                                                           | Stadion Stožice, Lublana                                      | El. do Mundialu 2002 (baraże)                                 |                                                               |
| 14 listopada 2001                                             | Słowenia                                                      | R                                                             | 1–1                                                           | Stadion Ghencea, Bukareszt                                    | El. do Mundialu 2002 (baraże)                                 |                                                               |

Kilka miesięcy po zakończeniu piłkarskiej kariery, po niespodziewanej rezygnacji Ladislaua Bölöniego latem 2001, został selekcjonerem reprezentacji Rumunii. Dla wielu obserwatorów było to o tyle zaskakujące, że wcześniej wielokrotnie zarzekał się, że nie wróci do kraju z powodu panującej w rumuńskiej piłce korupcji. Jego poprzednik wywalczył z kadrą drugie miejsce w grupie eliminacyjnej do Mundialu 2002, a zadaniem Hagiego było wygrać dwumecz barażowy. Przeciwnikiem Rumunów była Słowenia, która nigdy nie grała na mistrzostwach świata. Na korzyść Rumunów przemawiał także fakt, że obie drużyny dzieliła w tamtym okresie dwunastopunktowa różnica w rankingu FIFA. Mimo to, faworyzowani Rumuni przegrali (1:2 i 1:1) i po raz pierwszy od 1986 nie pojechali na mistrzostwa. Po tej porażce Hagi zrezygnował z dalszej pracy z reprezentacją, tłumacząc, że działacze związku nie przystali na jego koncepcję radykalnej przebudowy kadry. Tymczasem dziennikarze oskarżali go o zbyt autorytarny stosunek do piłkarzy i brak jasnej wizji, jak powinna grać drużyna. Jego bilans: 4 mecze, 1 zwycięstwo – 2 remisy – 1 porażka (bramki: 5:4).

„Hagi nie ma mądrości w trenerskiej głowie. Zawodników traktuje jak dyktator. Okazał się zdolnym uczniem Nicolae Ceaușescu.”

W kolejnych latach wycofał się z pracy szkoleniowej, nie zgodził się np. na powrót do reprezentacji w charakterze asystenta Anghela Iordănescu. Prowadził firmę handlową oraz zarządzał trzema hotelami nad Morzem Czarnym.

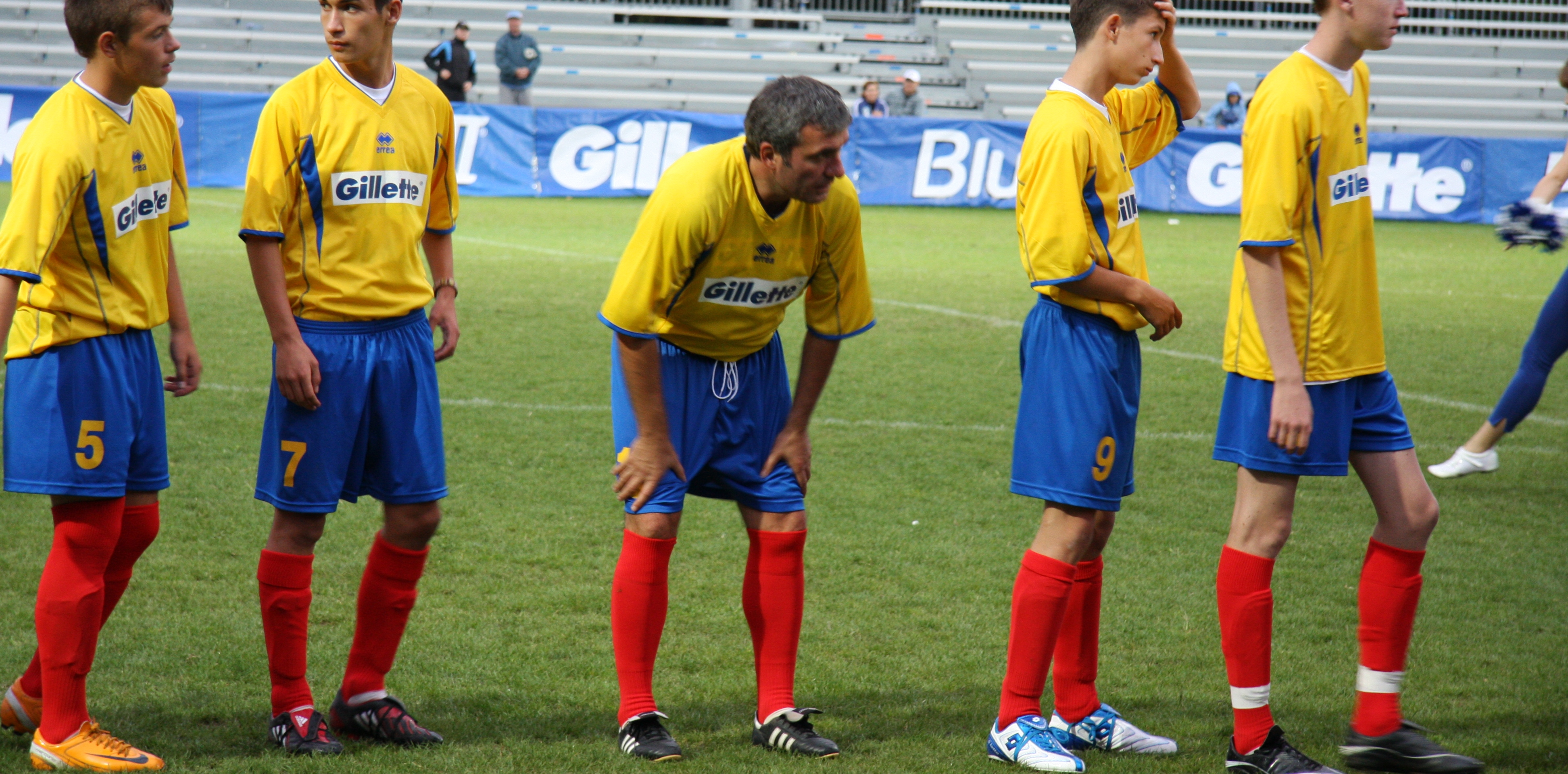
Jako gość specjalny w drużynie rumuńskiej młodzieżówki, wrzesień 2008

Do zawodu trenera powrócił w 2003. Znalazł zatrudnienie w tureckim Bursasporze, ale po słabym początku sezonu podał się do dymisji. Na koniec rozgrywek klub spadł do II ligi. To niepowodzenie nie zniechęciło działaczy innej drużyny z Turcji Galatasaray SK. Hagi zastąpił w nim Fatiha Terima, czyli szkoleniowca, który zdobył z zespołem ze Stambułu (z Hagim w składzie) Puchar UEFA 1999/2000. Rumun pracował w tym klubie w sezonie 2004–2005; wprawdzie w lidze zajął z nim dopiero trzecie miejsce, ale odniósł sukces w Pucharze Turcji. Doprowadził Galatasaray do pierwszego od pięciu lat zwycięstwa w tych rozgrywkach. W finale drużyna, w której wówczas grali m.in. 22-letni Franck Ribéry, wicemistrz świata Brazylijczyk Flávio Conceição, Chorwat Stjepan Tomas oraz kolega Hagiego z boiska 34-letni Hakan Şükür, wygrała 5:1 z lokalnym rywalem Fenerbahçe SK.
Mimo tego efektownego zwycięstwa, Hagi stracił posadę i powrócił do Rumunii. Od października 2005 do kwietnia 2006 był szkoleniowcem Politehniki Timișoara. Po rundzie jesiennej sezonu 2005–2006 klub zajmował wysokie czwarte miejsce, ale później zanotował szereg porażek, przez co ostatecznie spadł na ósmą pozycję. Po rozstaniu z Politehnicą Hagi pozostał w kraju i – w czerwcu 2007 – zastąpił Cosmina Olăroiu na stanowisku trenera Steauy Bukareszt. Zespół ze stolicy Rumunii prowadził tylko przez trzy miesiące. Skarżył się, że w tym czasie wielokrotnie musiał ulegać prezesowi klubu, Gigiemu Becaliemu, który mówił mu, kto będzie grał w pierwszej jedenastce. Podał się do dymisji we wrześniu po porażce 1:2 ze Slavią Praga na inaugurację Ligi Mistrzów, do której zresztą Steaua awansowała po wyeliminowaniu mistrza Polski Zagłębia Lubin (1:0 i 2:1).
Następnie – podobnie jak kilka lat wcześniej – Hagi na jakiś czas wycofał się z zawodu, poświęcając się innym zajęciom. Powrócił do pracy szkoleniowej po trzech latach przerwy, do przeżywającego poważny kryzys formy Galatasaray SK. Zmienił w nim Franka Rijkaarda, jednak nie zdołał poprawić wyników klubu. Pracował tylko pięć miesięcy (październik 2010 – marzec 2011); ostatecznie na koniec sezonu Galatasaray zajął dopiero ósme miejsce. Niedługo później, kiedy ze stanowiska selekcjonera reprezentacji Rumunii, zrezygnował Răzvan Lucescu, poinformowano, że Hagi zostanie jego następcą (wspólnie z Anghelem Iordănescu, który miał być dyrektorem sportowym). Jednak Rumun odmówił, a trenerem kadry – po raz trzeci w karierze – został Victor Pițurcă. W tym czasie jego nazwisko pojawiło się także w kontekście nowego trenera drużyny narodowej Bułgarii.

## Sukcesy
| Kariera piłkarska - Sportul Studențesc - wicemistrzostwo Rumunii 1986 - Steaua Bukareszt: - mistrzostwo Rumunii 1987, 1988 i 1989 - wicemistrzostwo Rumunii 1990 - Puchar Rumunii 1987, 1988 i 1989 - finał Pucharu Europejskich Mistrzów Krajowych 1988–1989 - półfinał Pucharu Europejskich Mistrzów Krajowych 1987–1988 - Superpuchar Europy 1986 - Real Madryt - wicemistrzostwo Hiszpanii 1992 - finał Pucharu Króla 1992 - Brescia Calcio - awans do Serie A w sezonie 1993–1994 - FC Barcelona - Superpuchar Hiszpanii 1996 - finał Pucharu Króla 1996 - Galatasaray SK: - mistrzostwo Turcji 1997, 1998, 1999 i 2000 - wicemistrzostwo Turcji 2001 - Puchar Turcji 1999 i 2000 - Superpuchar Turcji 1997 - Puchar UEFA 1999–2000 - Superpuchar Europy 2000 - reprezentacja Rumunii: - ćwierćfinał Mundialu 1994 i Euro 2000 - 1/8 finału Mundialu 1990 i Mundialu 1998 - start (faza grupowa) w Euro 1984 i Euro 1996 - Indywidualnie: - Piłkarz roku 1985, 1987, 1993, 1994, 1997 i 1999 w Rumunii - Król strzelców ekstraklasy rumuńskiej, 1984–1985 i 1985–1986 | Kariera szkoleniowa - Galatasaray SK: - Puchar Turcji 2005 - Steaua Bukareszt: - awans do rundy grupowej Ligi Mistrzów 2007–2008 - Viitorul Konstanca: - mistrzostwo Rumunii: 2017 - Puchar Rumunii: 2019 - Superpuchar Rumunii: 2019 - Farul Konstanca: - mistrzostwo Rumunii: 2023 |  |

## Odznaczenia
- Komandor Orderu Wiernej Służby – 2000[24]
- Order Zasługi Sportowej II Klasy – 2008[24]